# Rennae Stubbs
Rennae Stubbs, née le 26 mars 1971 à Sydney, est une joueuse de tennis australienne, professionnelle depuis 1992.

## Carrière tennistique
Joueuse de second ordre en simple, elle se consacre quasi exclusivement aux épreuves de double à la fin des années 1990. Elle obtient des résultats d'exception dans cette discipline puisqu'elle devient numéro un mondiale le 21 août 2000. Au total, elle a remporté soixante titres WTA dont quatre en Grand Chelem (deux fois Wimbledon) et un Masters. Sa carrière en double est également marquée par sa longévité puisqu'elle a remporté plus de 800 matchs dans cette spécialité ; elle participe à l'Open d'Australie 2011 à son 80e tournoi du Grand Chelem en double.
Ses partenaires de prédilection ont été Lisa Raymond (de 1996 à 2003 et en 2010) puis Cara Black et Květa Peschke. Elle a aussi fait équipe en 2008 et 2009 avec sa compatriote Samantha Stosur, avec qui elle a notamment disputé les Jeux olympiques de Pékin.
Elle se distingue également par son patriotisme en disputant les Jeux olympiques à quatre reprises (1996, 2000, 2004 et 2008) et participant à la Fed Cup pendant dix-sept saisons entre 1992 et 2011 (record d'Australie). C'est d'ailleurs dans le cadre de cette compétition qu'elle annonce sa retraite le 6 février 2011 après la défaite de l'Australie face à l'Italie de Schiavone et Pennetta, se ravisant semble-t-il dès le mois suivant quand elle s'aligne, à tout juste quarante ans, aux côtés de l'Américaine Jill Craybas à l'Open de Miami.
Elle est ouvertement lesbienne et une de ses anciennes compagnes est la joueuse de tennis américaine Lisa Raymond.

## Palmarès

### Titres en double dames
| No | Date       | Nom et lieu du tournoi                         | Catégorie | Dotation    | Surface         | Partenaire      | Finalistes                              | Score              |          |
| -- | ---------- | ---------------------------------------------- | --------- | ----------- | --------------- | --------------- | --------------------------------------- | ------------------ | -------- |
| 1  | 03-02-1992 | Mizuno World Ladies Osaka                      | Tier IV   | 150 000 $   | Moquette (int.) | Helena Suková   | Sandy Collins Rachel McQuillan          | 3-6, 6-4, 7-5      | Parcours |
| 2  | 27-04-1992 | Citizen Cup Hambourg                           | Tier II   | 350 000 $   | Terre (ext.)    | Steffi Graf     | Manon Bollegraf Arantxa Sánchez         | 4-6, 6-3, 6-4      | Parcours |
| 3  | 08-06-1992 | Dow Classic Birmingham                         | Tier IV   | 150 000 $   | Gazon (ext.)    | Lori McNeil     | Sandy Collins Elna Reinach              | 5-7, 6-3, 8-6      | Parcours |
| 4  | 17-08-1992 | Matinee Ltd. - Canadian Open Montréal          | Tier I    | 550 000 $   | Dur (ext.)      | Lori McNeil     | Gigi Fernández Natasha Zvereva          | 3-6, 7-5, 7-5      | Parcours |
| 5  | 22-02-1993 | Matrix Essentials Evert Cup Indian Wells       | Tier II   | 375 000 $   | Dur (ext.)      | Helena Suková   | Ann Grossman Patricia Hy                | 6-3, 6-4           | Parcours |
| 6  | 26-04-1993 | Citizen Cup Hambourg                           | Tier II   | 375 000 $   | Terre (ext.)    | Steffi Graf     | Larisa Neiland Jana Novotná             | 6-4, 7-6           | Parcours |
| 7  | 07-02-1994 | Asian Tennis Open Osaka                        | Tier III  | 150 000 $   | Moquette (int.) | Larisa Neiland  | Pam Shriver Elizabeth Smylie            | 6-4, 6-7, 7-5      | Parcours |
| 8  | 16-05-1994 | Internationaux de Strasbourg Strasbourg        | Tier III  | 150 000 $   | Terre (ext.)    | Lori McNeil     | Patricia Tarabini Caroline Vis          | 6-3, 3-6, 6-2      | Parcours |
| 9  | 12-06-1995 | DFS Classic Birmingham                         | Tier III  | 161 250 $   | Gazon (ext.)    | Manon Bollegraf | Nicole Bradtke Kristine Radford         | 3-6, 6-4, 6-4      | Parcours |
| 10 | 28-10-1996 | Ameritech Cup Chicago                          | Tier II   | 450 000 $   | Moquette (int.) | Lisa Raymond    | Angela Lettiere Nana Miyagi             | 6-1, 6-1           | Parcours |
| 11 | 11-11-1996 | Advanta Championships Philadelphie             | Tier II   | 450 000 $   | Moquette (int.) | Lisa Raymond    | Nicole Arendt Lori McNeil               | 6-4, 3-6, 6-3      | Parcours |
| 12 | 20-10-1997 | Challenge Bell Québec                          | Tier III  | 164 250 $   | Moquette (int.) | Lisa Raymond    | Alexandra Fusai Nathalie Tauziat        | 6-4, 5-7, 7-5      | Parcours |
| 13 | 10-11-1997 | Advanta Championships Philadelphie             | Tier II   | 450 000 $   | Moquette (int.) | Lisa Raymond    | Lindsay Davenport Jana Novotná          | 6-3, 7-5           | Parcours |
| 14 | 16-02-1998 | Faber Grand Prix Hanovre                       | Tier II   | 450 000 $   | Moquette (int.) | Lisa Raymond    | Elena Likhovtseva Caroline Vis          | 6-1, 6-7, 6-3      | Parcours |
| 15 | 10-08-1998 | Boston Cup Boston                              | Tier III  | 164 250 $   | Dur (ext.)      | Lisa Raymond    | Mariaan de Swardt Mary Joe Fernández    | 6-4, 6-4           | Parcours |
| 16 | 22-02-1999 | IGA Superthrift Classic Oklahoma City          | Tier III  | 180 000 $   | Dur (int.)      | Lisa Raymond    | Amanda Coetzer Jessica Steck            | 6-3, 6-4           | Parcours |
| 17 | 23-08-1999 | Pilot Pen New Haven                            | Tier II   | 520 000 $   | Dur (ext.)      | Lisa Raymond    | Elena Likhovtseva Jana Novotná          | 7-6, 6-2           | Parcours |
| 18 | 11-10-1999 | Swisscom Challenge Zurich                      | Tier I    | 1 050 000 $ | Dur (int.)      | Lisa Raymond    | Nathalie Tauziat Natasha Zvereva        | 6-2, 6-2           | Parcours |
| 19 | 18-10-1999 | Kremlin Cup Moscou                             | Tier I    | 1 050 000 $ | Moquette (int.) | Lisa Raymond    | Julie Halard Anke Huber                 | 6-1, 6-0           | Parcours |
| 20 | 08-11-1999 | Advanta Championships Philadelphie             | Tier II   | 520 000 $   | Moquette (int.) | Lisa Raymond    | Chanda Rubin Sandrine Testud            | 6-1, 7-6           | Parcours |
| 21 | 17-01-2000 | Australian Open Melbourne                      | G. Chelem | 3 544 313 $ | Dur (ext.)      | Lisa Raymond    | Martina Hingis Mary Pierce              | 6-4, 5-7, 6-4      | Parcours |
| 22 | 15-05-2000 | Italian Open Rome                              | Tier I    | 1 080 000 $ | Terre (ext.)    | Lisa Raymond    | Arantxa Sánchez Magüi Serna             | 6-3, 4-6, 6-3      | Parcours |
| 23 | 22-05-2000 | Open de España Villa de Madrid Madrid          | Tier III  | 170 000 $   | Terre (ext.)    | Lisa Raymond    | Gala León García María Antonia Sánchez  | 6-1, 6-3           | Parcours |
| 24 | 31-07-2000 | Acura Classic San Diego                        | Tier II   | 535 000 $   | Dur (ext.)      | Lisa Raymond    | Lindsay Davenport Anna Kournikova       | 4-6, 6-3, 7-66     | Parcours |
| 25 | 29-01-2001 | Toray Pan Pacific Open Tokyo                   | Tier I    | 1 188 000 $ | Moquette (int.) | Lisa Raymond    | Anna Kournikova Iroda Tulyaganova       | 7-65, 2-6, 7-66    | Parcours |
| 26 | 26-02-2001 | State Farm Classic Scottsdale                  | Tier II   | 565 000 $   | Dur (ext.)      | Lisa Raymond    | Kim Clijsters Meghann Shaughnessy       | Forfait            | Parcours |
| 27 | 16-04-2001 | Family Circle Cup XXIX Charleston              | Tier I    | 1 188 000 $ | Terre (ext.)    | Lisa Raymond    | Virginia Ruano Pascual Paola Suárez     | 5-7, 7-65, 6-3     | Parcours |
| 28 | 18-06-2001 | Britannic Asset Int’l Championships Eastbourne | Tier II   | 565 000 $   | Gazon (ext.)    | Lisa Raymond    | Cara Black Elena Likhovtseva            | 6-2, 6-2           | Parcours |
| 29 | 25-06-2001 | The Championships Wimbledon                    | G. Chelem | 4 545 319 $ | Gazon (ext.)    | Lisa Raymond    | Kim Clijsters Ai Sugiyama               | 6-4, 6-3           | Parcours |
| 30 | 27-08-2001 | US Open Flushing Meadows                       | G. Chelem | 6 628 000 $ | Dur (ext.)      | Lisa Raymond    | Kimberly Po Nathalie Tauziat            | 6-2, 5-7, 7-5      | Parcours |
| 31 | 29-10-2001 | Sanex Championships Munich                     | Masters   | 3 000 000 $ | Dur (int.)      | Lisa Raymond    | Cara Black Elena Likhovtseva            | 7-5, 3-6, 6-3      | Parcours |
| 32 | 07-01-2002 | Adidas International Sydney                    | Tier II   | 585 000 $   | Dur (ext.)      | Lisa Raymond    | Martina Hingis Anna Kournikova          | Forfait            | Parcours |
| 33 | 28-01-2002 | Toray Pan Pacific Open Tokyo                   | Tier I    | 1 224 000 $ | Moquette (int.) | Lisa Raymond    | Els Callens Roberta Vinci               | 6-1, 6-1           | Parcours |
| 34 | 25-02-2002 | State Farm Classic Scottsdale                  | Tier II   | 585 000 $   | Dur (ext.)      | Lisa Raymond    | Cara Black Elena Likhovtseva            | 6-3, 5-7, 7-64     | Parcours |
| 35 | 04-03-2002 | Pacific Life Open Indian Wells                 | Tier I    | 2 100 000 $ | Dur (ext.)      | Lisa Raymond    | Elena Dementieva Janette Husárová       | 7-5, 6-0           | Parcours |
| 36 | 18-03-2002 | NASDAQ-100 Open Miami                          | Tier I    | 2 860 000 $ | Dur (ext.)      | Lisa Raymond    | Virginia Ruano Pascual Paola Suárez     | 7-64, 6-74, 6-3    | Parcours |
| 37 | 15-04-2002 | Family Circle Cup Charleston                   | Tier I    | 1 224 000 $ | Terre (ext.)    | Lisa Raymond    | Alexandra Fusai Caroline Vis            | 6-4, 3-6, 7-64     | Parcours |
| 38 | 17-06-2002 | Britannic Asset Int’l Championships Eastbourne | Tier II   | 585 000 $   | Gazon (ext.)    | Lisa Raymond    | Cara Black Elena Likhovtseva            | 6-75, 7-66, 6-2    | Parcours |
| 39 | 22-07-2002 | Bank of the West Classic Stanford              | Tier II   | 585 000 $   | Dur (ext.)      | Lisa Raymond    | Janette Husárová Conchita Martínez      | 6-1, 6-1           | Parcours |
| 40 | 27-01-2003 | Toray Pan Pacific Open Tokyo                   | Tier I    | 1 300 000 $ | Moquette (int.) | Elena Bovina    | Lindsay Davenport Lisa Raymond          | 6-3, 6-4           | Parcours |
| 41 | 04-08-2003 | JPMorgan Chase Open by Audi Los Angeles        | Tier II   | 635 000 $   | Dur (ext.)      | Mary Pierce     | Elena Bovina Els Callens                | 6-3, 6-3           | Parcours |
| 42 | 06-10-2003 | Porsche Tennis Grand Prix Filderstadt          | Tier II   | 650 000 $   | Dur (int.)      | Lisa Raymond    | Cara Black Martina Navrátilová          | 6-2, 6-4           | Parcours |
| 43 | 12-01-2004 | Adidas International Sydney                    | Tier II   | 585 000 $   | Dur (ext.)      | Cara Black      | Dinara Safina Meghann Shaughnessy       | 7-5, 3-6, 6-4      | Parcours |
| 44 | 02-02-2004 | Toray Pan Pacific Open Tokyo                   | Tier I    | 1 300 000 $ | Moquette (int.) | Cara Black      | Elena Likhovtseva Magdalena Maleeva     | 6-0, 6-1           | Parcours |
| 45 | 21-06-2004 | The Championships Wimbledon                    | G. Chelem | 6 063 070 $ | Gazon (ext.)    | Cara Black      | Liezel Huber Ai Sugiyama                | 6-3, 7-65          | Parcours |
| 46 | 26-07-2004 | Acura Classic San Diego                        | Tier I    | 1 300 000 $ | Dur (ext.)      | Cara Black      | Virginia Ruano Pascual Paola Suárez     | 4-6, 6-1, 6-4      | Parcours |
| 47 | 04-10-2004 | Porsche Tennis Grand Prix Filderstadt          | Tier II   | 650 000 $   | Dur (int.)      | Cara Black      | Anna-Lena Grönefeld Julia Schruff       | 6-3, 6-2           | Parcours |
| 48 | 18-10-2004 | Swisscom Challenge Zurich                      | Tier I    | 1 300 000 $ | Dur (int.)      | Cara Black      | Virginia Ruano Pascual Paola Suárez     | 6-4, 6-4           | Parcours |
| 49 | 13-06-2005 | Hastings Direct Int’l Championships Eastbourne | Tier II   | 585 000 $   | Gazon (ext.)    | Lisa Raymond    | Elena Likhovtseva Vera Zvonareva        | 6-3, 7-5           | Parcours |
| 50 | 25-07-2005 | Bank of the West Classic Stanford              | Tier II   | 585 000 $   | Dur (ext.)      | Cara Black      | Elena Likhovtseva Vera Zvonareva        | 6-3, 7-5           | Parcours |
| 51 | 17-10-2005 | Zürich Open Zurich                             | Tier I    | 1 300 000 $ | Dur (int.)      | Cara Black      | Daniela Hantuchová Ai Sugiyama          | 6-76, 7-64, 6-3    | Parcours |
| 52 | 31-10-2005 | Advanta Championships Philadelphie             | Tier II   | 585 000 $   | Dur (int.)      | Cara Black      | Lisa Raymond Samantha Stosur            | 6-4, 7-64          | Parcours |
| 53 | 09-01-2006 | Medibank International Sydney                  | Tier II   | 600 000 $   | Dur (ext.)      | Corina Morariu  | Virginia Ruano Pascual Paola Suárez     | 6-3, 5-7, 6-2      | Parcours |
| 54 | 31-07-2006 | Acura Classic San Diego                        | Tier I    | 1 340 000 $ | Dur (ext.)      | Cara Black      | Anna-Lena Grönefeld Meghann Shaughnessy | 6-2, 6-2           | Parcours |
| 55 | 16-10-2006 | Zurich Open Zurich                             | Tier I    | 1 340 000 $ | Dur (int.)      | Cara Black      | Liezel Huber Katarina Srebotnik         | 7-5, 7-5           | Parcours |
| 56 | 06-08-2007 | East West Bank Classic Herbalife Los Angeles   | Tier II   | 600 000 $   | Dur (ext.)      | Květa Peschke   | Alicia Molik Mara Santangelo            | 6-0, 6-1           | Parcours |
| 57 | 01-10-2007 | Porsche Tennis Grand Prix Stuttgart            | Tier II   | 650 000 $   | Dur (int.)      | Květa Peschke   | Chan Yung-Jan Dinara Safina             | 6-75, 7-64, [10-2] | Parcours |
| 58 | 15-10-2007 | Zürich Open Zurich                             | Tier I    | 1 340 000 $ | Dur (int.)      | Květa Peschke   | Lisa Raymond Francesca Schiavone        | 7-5, 7-61          | Parcours |
| 59 | 18-02-2008 | Qatar Total Open Doha                          | Tier I    | 2 500 000 $ | Dur (ext.)      | Květa Peschke   | Cara Black Liezel Huber                 | 6-1, 5-7, [10-7]   | Parcours |
| 60 | 14-06-2010 | AEGON International Eastbourne                 | Premier   | 600 000 $   | Gazon (ext.)    | Lisa Raymond    | Květa Peschke Katarina Srebotnik        | 6-2, 2-6, [13-11]  | Parcours |

### Finales en double dames
| No | Date       | Nom et lieu du tournoi                         | Catégorie | Dotation    | Surface         | Vainqueures                                | Partenaire        | Score            |          |
| -- | ---------- | ---------------------------------------------- | --------- | ----------- | --------------- | ------------------------------------------ | ----------------- | ---------------- | -------- |
| 1  | 11-01-1993 | Peters NSW Open Sydney                         | Tier II   | 275 000 $   | Dur (ext.)      | Pam Shriver Elizabeth Smylie               | Lori McNeil       | 7-6, 6-2         | Parcours |
| 2  | 01-02-1993 | Toray Pan Pacific Open Tokyo                   | Tier I    | 750 000 $   | Moquette (int.) | Martina Navrátilová Helena Suková          | Lori McNeil       | 6-4, 6-3         | Parcours |
| 3  | 26-07-1993 | Puerto Rico Open San Juan                      | Tier III  | 150 000 $   | Dur (ext.)      | Debbie Graham Ann Grossman                 | Gigi Fernández    | 5-7, 7-5, 7-5    | Parcours |
| 4  | 30-01-1995 | Toray Pan Pacific Open Tokyo                   | Tier I    | 806 250 $   | Moquette (int.) | Gigi Fernández Natasha Zvereva             | Lindsay Davenport | 6-0, 6-3         | Parcours |
| 5  | 13-02-1995 | Open Gaz de France Paris                       | Tier II   | 430 000 $   | Moquette (int.) | Meredith McGrath Larisa Neiland            | Manon Bollegraf   | 6-4, 6-1         | Parcours |
| 6  | 24-05-1995 | World Doubles Cup Édimbourg                    |           | 188 125 $   | Terre (ext.)    | Meredith McGrath Larisa Neiland            | Manon Bollegraf   | 6-2, 7-6         | Parcours |
| 7  | 28-08-1995 | US Open Flushing Meadows                       | G. Chelem | 4 271 000 $ | Dur (ext.)      | Gigi Fernández Natasha Zvereva             | Brenda Schultz    | 7-5, 6-3         | Parcours |
| 8  | 30-10-1995 | Challenge Bell Québec                          | Tier III  | 161 250 $   | Moquette (int.) | Nicole Arendt Manon Bollegraf              | Lisa Raymond      | 7-6, 4-6, 6-2    | Parcours |
| 9  | 26-02-1996 | EA-Generali Ladies Linz                        | Tier III  | 164 250 $   | Moquette (int.) | Manon Bollegraf Meredith McGrath           | Helena Suková     | 6-4, 6-4         | Parcours |
| 10 | 30-03-1998 | Family Circle Mag. Cup Hilton Head             | Tier I    | 926 250 $   | Terre (ext.)    | Conchita Martínez Patricia Tarabini        | Lisa Raymond      | 3-6, 6-4, 6-4    | Parcours |
| 11 | 08-06-1998 | DFS Classic Birmingham                         | Tier III  | 164 250 $   | Gazon (ext.)    | Els Callens Julie Halard                   | Lisa Raymond      | 2-6, 6-4, 6-4    | Parcours |
| 12 | 19-10-1998 | MGTS Kremlin Cup Moscou                        | Tier I    | 1 000 000 $ | Moquette (int.) | Mary Pierce Natasha Zvereva                | Lisa Raymond      | 6-3, 6-4         | Parcours |
| 13 | 05-04-1999 | Bausch & Lomb Championships Amelia Island      | Tier II   | 520 000 $   | Terre (ext.)    | Conchita Martínez Patricia Tarabini        | Lisa Raymond      | 7-5, 0-6, 6-4    | Parcours |
| 14 | 09-08-1999 | Acura Classic Los Angeles                      | Tier II   | 520 000 $   | Dur (ext.)      | Larisa Neiland Arantxa Sánchez             | Lisa Raymond      | 6-2, 6-7, 6-0    | Parcours |
| 15 | 19-06-2000 | Direct Line Int’l Championships Eastbourne     | Tier II   | 535 000 $   | Gazon (ext.)    | Ai Sugiyama Nathalie Tauziat               | Lisa Raymond      | 2-6, 6-3, 7-63   | Parcours |
| 16 | 06-11-2000 | Advanta Championships Philadelphie             | Tier II   | 535 000 $   | Moquette (int.) | Martina Hingis Anna Kournikova             | Lisa Raymond      | 6-2, 7-5         | Parcours |
| 17 | 08-01-2001 | Adidas International Sydney                    | Tier II   | 515 000 $   | Dur (ext.)      | Anna Kournikova Barbara Schett             | Lisa Raymond      | 6-2, 7-5         | Parcours |
| 18 | 21-03-2001 | Ericsson Open Miami                            | Tier I    | 2 720 000 $ | Dur (ext.)      | Arantxa Sánchez Nathalie Tauziat           | Lisa Raymond      | 6-0, 6-4         | Parcours |
| 19 | 21-05-2001 | Open de España Villa de Madrid Madrid          | Tier III  | 170 000 $   | Terre (ext.)    | Virginia Ruano Pascual Paola Suárez        | Lisa Raymond      | 7-5, 2-6, 7-64   | Parcours |
| 20 | 27-05-2002 | Roland-Garros Paris                            | G. Chelem | 5 011 256 $ | Terre (ext.)    | Virginia Ruano Pascual Paola Suárez        | Lisa Raymond      | 6-4, 6-2         | Parcours |
| 21 | 06-01-2003 | Adidas International Sydney                    | Tier II   | 585 000 $   | Dur (ext.)      | Kim Clijsters Ai Sugiyama                  | Conchita Martínez | 6-3, 6-3         | Parcours |
| 22 | 27-10-2003 | Advanta Championships Philadelphie             | Tier II   | 585 000 $   | Dur (int.)      | Martina Navrátilová Lisa Raymond           | Cara Black        | 6-3, 6-4         | Parcours |
| 23 | 17-05-2004 | Wien Energie Grand Prix Vienne                 | Tier III  | 170 000 $   | Terre (ext.)    | Martina Navrátilová Lisa Raymond           | Cara Black        | 6-2, 7-5         | Parcours |
| 24 | 08-11-2004 | Tour Championships by Porsche Los Angeles      | Masters   | 3 000 000 $ | Dur (int.)      | Nadia Petrova Meghann Shaughnessy          | Cara Black        | 7-5, 6-2         | Parcours |
| 25 | 23-03-2005 | NASDAQ-100 Open Miami                          | Tier I    | 3 115 000 $ | Dur (ext.)      | Svetlana Kuznetsova Alicia Molik           | Lisa Raymond      | 7-5, 6-75, 6-2   | Parcours |
| 26 | 26-09-2005 | FORTIS Championships Luxembourg                | Tier II   | 585 000 $   | Dur (int.)      | Lisa Raymond Samantha Stosur               | Cara Black        | 7-5, 6-1         | Parcours |
| 27 | 10-10-2005 | Ladies Kremlin Cup Moscou                      | Tier I    | 1 300 000 $ | Moquette (int.) | Lisa Raymond Samantha Stosur               | Cara Black        | 6-2, 6-4         | Parcours |
| 28 | 07-11-2005 | Tour Championships by Porsche Los Angeles      | Masters   | 3 000 000 $ | Dur (int.)      | Lisa Raymond Samantha Stosur               | Cara Black        | 6-75, 7-5, 6-4   | Parcours |
| 29 | 02-01-2006 | Mondial Australian Women's HC Gold Coast       | Tier III  | 175 000 $   | Dur (ext.)      | Dinara Safina Meghann Shaughnessy          | Cara Black        | 6-2, 6-3         | Parcours |
| 30 | 30-01-2006 | Toray Pan Pacific Open Tokyo                   | Tier I    | 1 340 000 $ | Moquette (int.) | Lisa Raymond Samantha Stosur               | Cara Black        | 6-2, 6-1         | Parcours |
| 31 | 06-02-2006 | Open Gaz de France Paris                       | Tier II   | 600 000 $   | Moquette (int.) | Émilie Loit Květa Peschke                  | Cara Black        | 7-65, 6-4        | Parcours |
| 32 | 02-10-2006 | Porsche Tennis Grand Prix Stuttgart            | Tier II   | 650 000 $   | Dur (int.)      | Lisa Raymond Samantha Stosur               | Cara Black        | 6-3, 6-4         | Parcours |
| 33 | 06-11-2006 | Sony Ericsson Championships Madrid             | Masters   | 3 000 000 $ | Dur (int.)      | Lisa Raymond Samantha Stosur               | Cara Black        | 3-6, 6-3, 6-3    | Parcours |
| 34 | 29-01-2007 | Toray Pan Pacific Open Tokyo                   | Tier I    | 1 340 000 $ | Moquette (int.) | Lisa Raymond Samantha Stosur               | Vania King        | 7-66, 3-6, 7-5   | Parcours |
| 35 | 18-06-2007 | Hastings Direct Int’l Championships Eastbourne | Tier II   | 600 000 $   | Gazon (ext.)    | Lisa Raymond Samantha Stosur               | Květa Peschke     | 6-75, 6-4, 6-3   | Parcours |
| 36 | 16-06-2008 | International Women's Open Eastbourne          | Tier II   | 600 000 $   | Gazon (ext.)    | Cara Black Liezel Huber                    | Květa Peschke     | 2-6, 6-0, [10-8] | Parcours |
| 37 | 29-09-2008 | Porsche Tennis Grand Prix Stuttgart            | Tier II   | 650 000 $   | Dur (int.)      | Anna-Lena Grönefeld Patty Schnyder         | Květa Peschke     | 6-2, 6-4         | Parcours |
| 38 | 04-11-2008 | Sony Ericsson Championships Doha               | Masters   | 4 450 000 $ | Dur (ext.)      | Cara Black Liezel Huber                    | Květa Peschke     | 6-1, 7-5         | Parcours |
| 39 | 15-06-2009 | AEGON International Eastbourne                 | Premier   | 600 000 $   | Gazon (ext.)    | Akgul Amanmuradova Ai Sugiyama             | Samantha Stosur   | 6-4, 6-3         | Parcours |
| 40 | 22-06-2009 | The Championships Wimbledon                    | G. Chelem | 9 487 267 $ | Gazon (ext.)    | Serena Williams Venus Williams             | Samantha Stosur   | 7-64, 6-4        | Parcours |
| 41 | 17-08-2009 | Coupe Rogers Toronto                           | Premier 5 | 2 000 000 $ | Dur (ext.)      | Nuria Llagostera Vives María José Martínez | Samantha Stosur   | 2-6, 7-5, [11-9] | Parcours |
| 42 | 02-08-2010 | Mercury Insurance Open San Diego               | Premier   | 700 000 $   | Dur (ext.)      | Maria Kirilenko Zheng Jie                  | Lisa Raymond      | 6-4, 6-4         | Parcours |
| 43 | 09-08-2010 | Western & Southern Open Cincinnati             | Premier 5 | 2 000 000 $ | Dur (ext.)      | Victoria Azarenka Maria Kirilenko          | Lisa Raymond      | 7-64, 7-68       | Parcours |

### Titres en double mixte
| No | Date       | Nom et lieu du tournoi    | Catégorie | Dotation    | Surface    | Partenaire      | Finalistes                      | Score            |          |
| -- | ---------- | ------------------------- | --------- | ----------- | ---------- | --------------- | ------------------------------- | ---------------- | -------- |
| 1  | 17-01-2000 | Australian Open Melbourne | G. Chelem | 3 544 313 $ | Dur (ext.) | Jared Palmer    | Arantxa Sánchez Todd Woodbridge | 7-5, 7-63        | Parcours |
| 2  | 27-08-2001 | US Open Flushing Meadows  | G. Chelem | 6 628 000 $ | Dur (ext.) | Todd Woodbridge | Lisa Raymond Leander Paes       | 6-4, 5-7, [11-9] | Parcours |

### Finale en double mixte
| No | Date       | Nom et lieu du tournoi | Catégorie | Dotation    | Surface      | Vainqueures                   | Partenaire      | Score         |          |
| -- | ---------- | ---------------------- | --------- | ----------- | ------------ | ----------------------------- | --------------- | ------------- | -------- |
| 1  | 29-05-2000 | Roland-Garros Paris    | G. Chelem | 4 141 085 $ | Terre (ext.) | Mariaan de Swardt David Adams | Todd Woodbridge | 6-3, 3-6, 6-3 | Parcours |

## Parcours en Grand Chelem

### En simple dames
| Année | Open d'Australie | Open d'Australie   | Internationaux de France | Internationaux de France | Wimbledon       | Wimbledon          | US Open         | US Open         |
| ----- | ---------------- | ------------------ | ------------------------ | ------------------------ | --------------- | ------------------ | --------------- | --------------- |
| 1989  | 2e tour (1/32)   | Cammy MacGregor    | -                        | -                        | -               | -                  | -               | -               |
| 1990  | 1er tour (1/64)  | Andrea Temesvári   | -                        | -                        | 1er tour (1/64) | Donna Faber        | -               | -               |
| 1991  | 1er tour (1/64)  | Zina Garrison      | -                        | -                        | 1er tour (1/64) | Karine Quentrec    | -               | -               |
| 1992  | 2e tour (1/32)   | Li Fang            | 1er tour (1/64)          | Linda Wild               | 2e tour (1/32)  | Lori McNeil        | -               | -               |
| 1993  | 1er tour (1/64)  | Inés Gorrochategui | -                        | -                        | 1er tour (1/64) | Nathalie Tauziat   | -               | -               |
| 1994  | 1er tour (1/64)  | Debbie Graham      | -                        | -                        | -               | -                  | -               | -               |
| 1995  | -                | -                  | -                        | -                        | 2e tour (1/32)  | Inés Gorrochategui | 1er tour (1/64) | Pam Shriver     |
| 1996  | 2e tour (1/32)   | Lindsay Davenport  | 1er tour (1/64)          | Sabine Appelmans         | 1er tour (1/64) | Linda Wild         | 1er tour (1/64) | Naoko Sawamatsu |
| 1998  | 1er tour (1/64)  | Mirjana Lučić      | -                        | -                        | 1er tour (1/64) | Sandrine Testud    | -               | -               |

À droite du résultat, l’ultime adversaire.

### En double dames
| Année | Open d'Australie              | Open d'Australie           | Internationaux de France      | Internationaux de France      | Wimbledon                    | Wimbledon                   | US Open                       | US Open                    |
| ----- | ----------------------------- | -------------------------- | ----------------------------- | ----------------------------- | ---------------------------- | --------------------------- | ----------------------------- | -------------------------- |
| 1989  | 1er tour (1/32) Kate McDonald | Steffi Graf G. Sabatini    | -                             | -                             | -                            | -                           | -                             | -                          |
| 1990  | 2e tour (1/16) Eva Pfaff      | Patty Fendick MJ Fernández | 1er tour (1/32) M. Strandlund | C. Bassett Ann Grossman       | 1er tour (1/32) Eva Pfaff    | Patty Fendick Zina Garrison | 2e tour (1/16) Ann Grossman   | M. L. Piatek Wendy White   |
| 1991  | 1er tour (1/32) Eva Pfaff     | L. Neiland N. Zvereva      | 1er tour (1/32) Eva Pfaff     | Sandy Collins Mary Pierce     | 2e tour (1/16) Eva Pfaff     | Gretchen Rush Robin White   | 1er tour (1/32) Ann Grossman  | I. Demongeot C. Martínez   |
| 1992  | -                             | -                          | 3e tour (1/8) Linda Wild      | Jana Novotná L. Neiland       | 1/4 de finale Lori McNeil    | G. Fernández N. Zvereva     | 1/4 de finale Lori McNeil     | G. Fernández N. Zvereva    |
| 1993  | 1/4 de finale Lori McNeil     | G. Fernández N. Zvereva    | 1/4 de finale Lori McNeil     | S. Cecchini P. Tarabini       | 1/4 de finale Lori McNeil    | MJ Fernández Zina Garrison  | 1/4 de finale Lori McNeil     | A. Coetzer Gorrochategui   |
| 1994  | -                             | -                          | 3e tour (1/8) Lori McNeil     | L. Davenport Lisa Raymond     | 3e tour (1/8) Lori McNeil    | Jana Novotná A. Sánchez     | -                             | -                          |
| 1995  | 3e tour (1/8) M. McGrath      | K. Boogert N. Jagerman     | 3e tour (1/8) M. Bollegraf    | Elna Reinach Irina Spîrlea    | 3e tour (1/8) M. Bollegraf   | C. Martínez P. Tarabini     | Finale B. Schultz             | G. Fernández N. Zvereva    |
| 1996  | 2e tour (1/16) B. Schultz     | Nanne Dahlman Clare Wood   | 3e tour (1/8) Lisa Raymond    | Katrina Adams M. de Swardt    | 3e tour (1/8) Lisa Raymond   | E. Smylie Linda Wild        | 2e tour (1/16) Lisa Raymond   | S. Jeyaseelan Rene Simpson |
| 1997  | -                             | -                          | -                             | -                             | -                            | -                           | 3e tour (1/8) Lisa Raymond    | G. Fernández N. Zvereva    |
| 1998  | 1/2 finale Lisa Raymond       | M. Hingis Mirjana Lučić    | 1er tour (1/32) Lisa Raymond  | C. Dhenin Émilie Loit         | 1/2 finale Lisa Raymond      | M. Hingis Jana Novotná      | 1/2 finale Lisa Raymond       | M. Hingis Jana Novotná     |
| 1999  | 1/2 finale Lisa Raymond       | M. Hingis A. Kournikova    | 1er tour (1/32) Lisa Raymond  | Vanessa Menga Elena Wagner    | 3e tour (1/8) Lisa Raymond   | Liezel Huber K. Srebotnik   | 3e tour (1/8) Lisa Raymond    | Chanda Rubin S. Testud     |
| 2000  | Victoire Lisa Raymond         | M. Hingis Mary Pierce      | 3e tour (1/8) Lisa Raymond    | Anke Huber B. Schett          | 1/2 finale Lisa Raymond      | Julie Halard Ai Sugiyama    | 1/4 de finale Lisa Raymond    | Cara Black Likhovtseva     |
| 2001  | 1er tour (1/32) Lisa Raymond  | M. Hingis Monica Seles     | 1/2 finale Lisa Raymond       | Jelena Dokić C. Martínez      | Victoire Lisa Raymond        | Kim Clijsters Ai Sugiyama   | Victoire Lisa Raymond         | Kimberly Po N. Tauziat     |
| 2002  | 1/2 finale Lisa Raymond       | M. Hingis A. Kournikova    | Finale Lisa Raymond           | V. Ruano Paola Suárez         | 1/4 de finale Lisa Raymond   | A. Kournikova Chanda Rubin  | 3e tour (1/8) Lisa Raymond    | Kim Clijsters Shaughnessy  |
| 2003  | 1/4 de finale Mary Pierce     | L. Davenport Lisa Raymond  | 1er tour (1/32) C. Morariu    | E. Dementieva Krasnoroutskaïa | 1er tour (1/32) C. Morariu   | S. Williams V. Williams     | 1/4 de finale Elena Bovina    | V. Ruano Paola Suárez      |
| 2004  | 1er tour (1/32) Cara Black    | Yan Zi Zheng Jie           | 3e tour (1/8) Cara Black      | S. Testud Roberta Vinci       | Victoire Cara Black          | Liezel Huber Ai Sugiyama    | 3e tour (1/8) Cara Black      | E. Dementieva Ai Sugiyama  |
| 2005  | 2e tour (1/16) Lisa Raymond   | M. Bartoli A.-L. Grönefeld | 1/4 de finale Lisa Raymond    | C. Morariu P. Schnyder        | 1er tour (1/32) Lisa Raymond | S. Cohen Selima Sfar        | 1/4 de finale Cara Black      | Lisa Raymond S. Stosur     |
| 2006  | 1/4 de finale Cara Black      | S. Asagoe K. Srebotnik     | 1/4 de finale Cara Black      | D. Hantuchová Ai Sugiyama     | 1/2 finale Cara Black        | Yan Zi Zheng Jie            | 1/4 de finale Cara Black      | Dinara Safina K. Srebotnik |
| 2007  | 1er tour (1/32) C. Morariu    | Elena Bovina Kudryavtseva  | 3e tour (1/8) Květa Peschke   | M. Camerin Gisela Dulko       | 1/4 de finale Květa Peschke  | Lisa Raymond S. Stosur      | 1/2 finale Květa Peschke      | N. Dechy Dinara Safina     |
| 2008  | 1/4 de finale Květa Peschke   | Anabel Medina V. Ruano     | 3e tour (1/8) Květa Peschke   | C. Dellacqua F. Schiavone     | 3e tour (1/8) Květa Peschke  | Lisa Raymond S. Stosur      | 1er tour (1/32) Květa Peschke | M. Erakovic J. Kostanić    |
| 2009  | 3e tour (1/8) S. Stosur       | S. Williams V. Williams    | 3e tour (1/8) S. Stosur       | Yan Zi Zheng Jie              | Finale S. Stosur             | S. Williams V. Williams     | 1/2 finale S. Stosur          | Cara Black Liezel Huber    |
| 2010  | 1/2 finale Lisa Raymond       | S. Williams V. Williams    | 3e tour (1/8) Lisa Raymond    | M. Kirilenko A. Radwańska     | 1/4 de finale Lisa Raymond   | Liezel Huber B. Mattek      | 1/4 de finale Lisa Raymond    | Liezel Huber Nadia Petrova |
| 2011  | 1er tour (1/32) F. Schiavone  | M. Krajicek Petra Kvitová  | 3e tour (1/8) C. Dellacqua    | Liezel Huber Lisa Raymond     | 1er tour (1/32) C. Dellacqua | K. Barrois A.-L. Grönefeld  | 1er tour (1/32) C. Dellacqua  | S. Cîrstea Ayumi Morita    |

Sous le résultat, la partenaire ; à droite, l’ultime équipe adverse.

### En double mixte
| Année | Open d'Australie              | Open d'Australie             | Internationaux de France      | Internationaux de France   | Wimbledon                    | Wimbledon                  | US Open                       | US Open                     |
| ----- | ----------------------------- | ---------------------------- | ----------------------------- | -------------------------- | ---------------------------- | -------------------------- | ----------------------------- | --------------------------- |
| 1990  | -                             | -                            | 1er tour (1/32) C. Beckman    | Mercedes Paz Diego Pérez   | -                            | -                          | -                             | -                           |
| 1991  | -                             | -                            | 1er tour (1/32) Stoltenberg   | S. Rehe Paul Annacone      | 1/4 de finale Stoltenberg    | E. Smylie J. Fitzgerald    | -                             | -                           |
| 1992  | 1er tour (1/16) Danie Visser  | N. Zvereva Jim Pugh          | 3e tour (1/8) Laurie Warder   | Hetherington G. Michibata  | 3e tour (1/8) Laurie Warder  | M. Oremans Jacco Eltingh   | -                             | -                           |
| 1993  | 1er tour (1/16) Van Emburgh   | Zina Garrison Rick Leach     | 3e tour (1/8) Sandon Stolle   | Hetherington Paul Haarhuis | 3e tour (1/8) Sandon Stolle  | M. Strandlund Jan Apell    | 1er tour (1/16) Byron Talbot  | M. McGrath Luke Jensen      |
| 1994  | 1/4 de finale M. Woodforde    | A. Sánchez E. Sánchez        | 2e tour (1/16) E. Sánchez     | M. Jaggard Kelly Jones     | -                            | -                          | 1er tour (1/16) Scott Davis   | S. Stafford S. Melville     |
| 1995  | 2e tour (1/8) Scott Davis     | Lori McNeil J. Sánchez       | 3e tour (1/8) Byron Black     | R. McQuillan D. Macpherson | 1er tour (1/32) Rikard Bergh | B. Schultz Murphy Jensen   | 1er tour (1/16) Kelly Jones   | G. Fernández Cyril Suk      |
| 1996  | 1er tour (1/16) Rick Leach    | Rene Simpson Daniel Nestor   | 1er tour (1/32) P. Tramacchi  | S. Rottier M. Barnard      | 2e tour (1/16) P. Tramacchi  | Helena Suková Cyril Suk    | 1/4 de finale Joshua Eagle    | M. Hingis van Rensburg      |
| 1997  | -                             | -                            | -                             | -                          | -                            | -                          | 1er tour (1/16) Byron Talbot  | B. Schultz Luke Jensen      |
| 1998  | 1er tour (1/16) Joshua Eagle  | Nana Miyagi Kent Kinnear     | 2e tour (1/16) M. Bhupathi    | A. Sidot S. Grosjean       | 1er tour (1/32) P. Tramacchi | N. Tauziat Daniel Nestor   | 1/2 finale Jim Grabb          | Lisa Raymond P. Galbraith   |
| 1999  | 1er tour (1/16) Jim Grabb     | S. Williams Max Mirnyi       | -                             | -                          | -                            | -                          | 1/2 finale T. Woodbridge      | Kimberly Po D. Johnson      |
| 2000  | Victoire Jared Palmer         | A. Sánchez T. Woodbridge     | Finale T. Woodbridge          | M. de Swardt David Adams   | 2e tour (1/16) T. Woodbridge | Paola Suárez Dušan Vemić   | 1/2 finale T. Woodbridge      | A. Kournikova Max Mirnyi    |
| 2001  | 1/2 finale T. Woodbridge      | B. Schett Joshua Eagle       | 1/4 de finale T. Woodbridge   | J. Husárová Petr Pála      | 2e tour (1/16) T. Woodbridge | D. Hantuchová Leoš Friedl  | Victoire T. Woodbridge        | Lisa Raymond Leander Paes   |
| 2002  | 1er tour (1/16) T. Woodbridge | Caroline Vis Michael Hill    | 1er tour (1/16) T. Woodbridge | K. Srebotnik Bob Bryan     | 3e tour (1/8) Jared Palmer   | Els Callens Robbie Koenig  | 1er tour (1/16) T. Woodbridge | Navrátilová Leander Paes    |
| 2003  | 1/2 finale D. Johnson         | E. Daniilídou T. Woodbridge  | 1er tour (1/16) D. Johnson    | B. Schett Mark Knowles     | 1er tour (1/32) D. Johnson   | Alicia Molik Paul Hanley   | 2e tour (1/8) D. Johnson      | K. Srebotnik Bob Bryan      |
| 2004  | 1er tour (1/16) T. Woodbridge | C. Morariu Martin Damm       | 2e tour (1/8) Kevin Ullyett   | K. Srebotnik Bob Bryan     | 1/4 de finale J. Björkman    | Ai Sugiyama Paul Hanley    | 1/2 finale Daniel Nestor      | V. Zvonareva Bob Bryan      |
| 2005  | 1/4 de finale Daniel Nestor   | C. Martínez Andy Ram         | 2e tour (1/8) Daniel Nestor   | D. Hantuchová F. Santoro   | 2e tour (1/16) Bob Bryan     | Gisela Dulko Mariano Hood  | 1/4 de finale Bob Bryan       | C. Morariu Mike Bryan       |
| 2006  | 1/4 de finale Todd Perry      | M. Hingis M. Bhupathi        | 1/4 de finale Todd Perry      | V. Zvonareva Andy Ram      | 3e tour (1/8) Todd Perry     | V. Williams Bob Bryan      | 1er tour (1/16) Mark Knowles  | A.-L. Grönefeld F. Čermák   |
| 2007  | 2e tour (1/8) Mark Knowles    | B. Stewart Nathan Healey     | 1er tour (1/16) Ashley Fisher | Yan Zi Mark Knowles        | 2e tour (1/16) Leoš Friedl   | T. Perebiynis Paul Hanley  | 1er tour (1/16) Todd Perry    | Chan Yung-Jan Rogier Wassen |
| 2008  | 1er tour (1/16) Todd Perry    | Jessica Moore Greg Jones     | 1er tour (1/16) R. Lindstedt  | V. Azarenka Bob Bryan      | 2e tour (1/16) Leander Paes  | Alicia Molik J. Björkman   | 1/4 de finale R. Lindstedt    | Nadia Petrova J. Björkman   |
| 2009  | 1er tour (1/16) F. Čermák     | N. Dechy Andy Ram            | 1er tour (1/16) Ross Hutchins | Lisa Raymond M. Matkowski  | 3e tour (1/8) R. Lindstedt   | Ai Sugiyama André Sá       | 1/4 de finale R. Lindstedt    | Cara Black Leander Paes     |
| 2010  | 1er tour (1/16) T. Parrott    | B. Z. Strýcová Oliver Marach | 1er tour (1/16) R. Lindstedt  | Hsieh Su-Wei Bruno Soares  | 1/2 finale Marcelo Melo      | Lisa Raymond Wesley Moodie | 1er tour (1/16) Dick Norman   | A. Spears Scott Lipsky      |
| 2011  | 2e tour (1/8) C. Guccione     | Shaughnessy Andy Ram         | 1/4 de finale Marcelo Melo    | J. Gajdošová T. Bellucci   | 1er tour (1/32) Marcelo Melo | H. Watson Ross Hutchins    | -                             | -                           |

Sous le résultat, le partenaire ; à droite, l’ultime équipe adverse.

## Parcours en «Premier Mandatory» et «Premier 5»
Découlant d'une réforme du circuit WTA inaugurée en 2009, les tournois WTA « Premier Mandatory » et « Premier 5 » constituent les catégories d'épreuves les plus prestigieuses, après les quatre levées du Grand Chelem.

### En double dames
| Année                   | Premier Mandatory   | Premier Mandatory       | Premier Mandatory  | Premier Mandatory     | Premier Mandatory | Premier Mandatory       | Premier Mandatory | Premier Mandatory     | Premier 5         | Premier 5 | Premier 5 | Premier 5                 | Premier 5            | Premier 5     | Premier 5           | Premier 5      | Premier 5          | Premier 5             | Premier 5            | Premier 5 | Premier 5 | Premier 5 |
| Année                   | Indian Wells        | Indian Wells            | Miami              | Miami                 | Madrid            | Madrid                  | Pékin             | Pékin                 | Dubaï             | Dubaï     | Doha      | Doha                      | Rome                 | Rome          | Canada              | Canada         | Cincinnati         | Cincinnati            | Tokyo                | Tokyo     | Wuhan     | Wuhan     |
| ----------------------- | ------------------- | ----------------------- | ------------------ | --------------------- | ----------------- | ----------------------- | ----------------- | --------------------- | ----------------- | --------- | --------- | ------------------------- | -------------------- | ------------- | ------------------- | -------------- | ------------------ | --------------------- | -------------------- | --------- | --------- | --------- |
| 2009                    |                     |                         |                    |                       |                   |                         |                   |                       |                   |           |           |                           |                      |               |                     |                |                    |                       |                      |           |           |           |
| 2e tour (1/8) Stosur    | Azarenka Zvonareva  | 1/4 de finale Stosur    | Grönefeld Schnyder | 1/2 finale Stosur     | Black Huber       | 2e tour (1/8) Stosur    | Yan Zheng         | 1/2 finale Stosur     | Black Huber       |           |           | 2e tour (1/8) Stosur      | Dushevina Voskoboeva | Finale Stosur | Llagostera Martínez | —              | —                  | 1er tour (1/8) Stosur | Kleybanova Schiavone |           |           |           |
| 2010                    |                     |                         |                    |                       |                   |                         |                   |                       |                   |           |           |                           |                      |               |                     |                |                    |                       |                      |           |           |           |
| 1er tour (1/16) Raymond | Kirilenko Radwańska | 1/2 finale Raymond      | Dulko Pennetta     | 2e tour (1/8) Raymond | Peer Schiavone    | 1er tour (1/16) Raymond | Dushevina Parra   | 2e tour (1/8) Raymond | Peschke Srebotnik |           |           | 1/2 finale Raymond        | Llagostera Martínez  | —             | —                   | Finale Raymond | Azarenka Kirilenko | 1/2 finale Raymond    | Benešová Strýcová    |           |           |           |
| 2011                    |                     |                         |                    |                       |                   |                         |                   |                       |                   |           |           |                           |                      |               |                     |                |                    |                       |                      |           |           |           |
| —                       | —                   | 1er tour (1/16) Craybas | Kleybanova Yan     | 1/2 finale Dellacqua  | Peschke Srebotnik | —                       | —                 | —                     | —                 |           |           | 1er tour (1/16) Dellacqua | Hantuchová Radwańska | —             | —                   | —              | —                  | —                     | —                    |           |           |           |

N.B. : le nom de la partenaire se trouve sous le résultat ; le nom des ultimes adversaires se trouve à droite.

## Parcours aux Masters

### En double dames
| #  | Date       | Nom de l'édition                          | ($)       | Surface         | Résultat      | Partenaire      | Ultimes adversaires                  | Score             |          |
| -- | ---------- | ----------------------------------------- | --------- | --------------- | ------------- | --------------- | ------------------------------------ | ----------------- | -------- |
| 1  | 16/11/1992 | Virginia Slims Championships New York     | 3 000 000 | Moquette (int.) | 1/4 de finale | Lori McNeil     | Gigi Fernández Natasha Zvereva       | 6-4, 4-6, 6-4     | Parcours |
| 2  | 15/11/1993 | Virginia Slims Championships New York     | 3 708 500 | Moquette (int.) | 1/4 de finale | Lori McNeil     | Larisa Neiland Jana Novotná          | 6-4, 3-6, 6-2     | Parcours |
| 3  | 18/11/1996 | Chase Championships New York              | 2 000 000 | Moquette (int.) | 1/4 de finale | Lisa Raymond    | Lindsay Davenport Mary Joe Fernández | 6-2, 6-2          | Parcours |
| 4  | 16/11/1998 | Chase Championships New York              | 2 000 000 | Moquette (int.) | 1/2 finale    | Lisa Raymond    | Lindsay Davenport Natasha Zvereva    | 6-3, 6-1          | Parcours |
| 5  | 15/11/1999 | Chase Championships New York              | 2 000 000 | Moquette (int.) | 1/2 finale    | Lisa Raymond    | Martina Hingis Anna Kournikova       | 4-6, 7-6, 6-0     | Parcours |
| 6  | 13/11/2000 | Chase Championships New York              | 2 000 000 | Moquette (int.) | 1/2 finale    | Lisa Raymond    | Martina Hingis Anna Kournikova       | 6-4, 6-2          | Parcours |
| 7  | 29/10/2001 | Sanex Championships Munich                | 3 000 000 | Dur (int.)      | Victoire      | Lisa Raymond    | Cara Black Elena Likhovtseva         | 7-5, 3-6, 6-3     | Parcours |
| 8  | 04/11/2002 | Home Depot Championships Los Angeles      | 3 000 000 | Dur (int.)      | 1/2 finale    | Lisa Raymond    | Cara Black Elena Likhovtseva         | 3-6, 6-3, 7-64    | Parcours |
| 9  | 08/11/2004 | Tour Championships by Porsche Los Angeles | 3 000 000 | Dur (int.)      | Finale        | Cara Black      | Nadia Petrova Meghann Shaughnessy    | 7-5, 6-2          | Parcours |
| 10 | 07/11/2005 | Tour Championships by Porsche Los Angeles | 3 000 000 | Dur (int.)      | Finale        | Cara Black      | Lisa Raymond Samantha Stosur         | 6-75, 7-5, 6-4    | Parcours |
| 11 | 06/11/2006 | Sony Ericsson Championships Madrid        | 3 000 000 | Dur (int.)      | Finale        | Cara Black      | Lisa Raymond Samantha Stosur         | 3-6, 6-3, 6-3     | Parcours |
| 12 | 05/11/2007 | Sony Ericsson Championships Madrid        | 3 000 000 | Dur (int.)      | 1/2 finale    | Květa Peschke   | Cara Black Liezel Huber              | 7-63, 4-6, [10-6] | Parcours |
| 13 | 04/11/2008 | Sony Ericsson Championships Doha          | 4 450 000 | Dur (ext.)      | Finale        | Květa Peschke   | Cara Black Liezel Huber              | 6-1, 7-5          | Parcours |
| 14 | 27/10/2009 | Sony Ericsson Championships Doha          | 4 550 000 | Dur (ext.)      | 1/2 finale    | Samantha Stosur | Cara Black Liezel Huber              | 3-6, 7-63, 10-8   | Parcours |
| 15 | 26/10/2010 | WTA Championships Doha                    | 4 550 000 | Dur (ext.)      | 1/2 finale    | Lisa Raymond    | Květa Peschke Katarina Srebotnik     | 7-66, 6-3         | Parcours |

## Parcours aux Jeux olympiques

### En simple dames
| # | Date       | Nom de l'olympiade           | Surface    | Résultat        | Ultime adversaire | Score    |          |
| - | ---------- | ---------------------------- | ---------- | --------------- | ----------------- | -------- | -------- |
| 1 | 23/07/1996 | Olympic Tennis Event Atlanta | Dur (ext.) | 1er tour (1/32) | Magdalena Maleeva | 6-2, 6-1 | Parcours |

### En double dames
| # | Date       | Nom de l'olympiade           | Surface    | Résultat        | Partenaire      | Ultimes adversaires                  | Score          |          |
| - | ---------- | ---------------------------- | ---------- | --------------- | --------------- | ------------------------------------ | -------------- | -------- |
| 1 | 23/07/1996 | Olympic Tennis Event Atlanta | Dur (ext.) | 1er tour (1/16) | Nicole Bradtke  | Chen Li Ling Yi Jingqian             | Forfait        | Parcours |
| 2 | 19/09/2000 | Olympic Tennis Event Sydney  | Dur (ext.) | 2e tour (1/8)   | Jelena Dokić    | Kristie Boogert Miriam Oremans       | 2-6, 7-64, 6-4 | Parcours |
| 3 | 15/08/2004 | Olympic Tennis Event Athènes | Dur (ext.) | 1/4 de finale   | Alicia Molik    | Li Ting Sun Tiantian                 | 6-3, 6-2       | Parcours |
| 4 | 11/08/2008 | Olympic Tennis Event Pékin   | Dur (ext.) | 2e tour (1/8)   | Samantha Stosur | Anabel Medina Virginia Ruano Pascual | 4-6, 6-4, 6-4  | Parcours |

## Parcours en Coupe de la Fédération
| #                                                                           | Date       | Lieu               | Surface         | Gagnante(s)                            | Perdante(s)                          | Score          |          |
|                                                                             |            |                    |                 |                                        |                                      |                |          |
| 1992 - 1er tour (groupe mondial) - Bulgarie - Australie - 1 : 2             |            |                    |                 |                                        |                                      |                |          |
| 1                                                                           | 14/07/1992 | Francfort          | Terre (ext.)    | Nicole Provis Rennae Stubbs            | Katerina Maleeva Magdalena Maleeva   | 6-2, 6-1       | Parcours |
|                                                                             |            |                    |                 |                                        |                                      |                |          |
| 1992 - 2e tour (groupe mondial) - Australie - Autriche - 2 : 1              |            |                    |                 |                                        |                                      |                |          |
| 2                                                                           | 15/07/1992 | Francfort          | Terre (ext.)    | Nicole Provis Rennae Stubbs            | Petra Ritter Judith Wiesner          | 6-2, 6-0       | Parcours |
|                                                                             |            |                    |                 |                                        |                                      |                |          |
| 1992 - 1/4 de finale (groupe mondial) - Australie - Tchécoslovaquie - 2 : 1 |            |                    |                 |                                        |                                      |                |          |
| 3                                                                           | 17/07/1992 | Francfort          | Terre (ext.)    | Nicole Provis Rennae Stubbs            | Jana Novotná Andrea Strnadová        | 6-3, 6-3       | Parcours |
|                                                                             |            |                    |                 |                                        |                                      |                |          |
| 1992 - 1/2 finale (groupe mondial) - Australie - Espagne - 0 : 3            |            |                    |                 |                                        |                                      |                |          |
| 4                                                                           | 18/07/1992 | Francfort          | Terre (ext.)    | Virginia Ruano Arantxa Sánchez         | Jenny Byrne Rennae Stubbs            | 6-3, 6-3       | Parcours |
|                                                                             |            |                    |                 |                                        |                                      |                |          |
| 1993 - 1er tour (groupe mondial) - Allemagne - Australie - 1 : 2            |            |                    |                 |                                        |                                      |                |          |
| 5                                                                           | 20/07/1993 | Francfort          | Terre (ext.)    | Elizabeth Smylie Rennae Stubbs         | Anke Huber Barbara Rittner           | 5-7, 6-4, 6-3  | Parcours |
|                                                                             |            |                    |                 |                                        |                                      |                |          |
| 1993 - 2e tour (groupe mondial) - Danemark - Australie - 0 : 3              |            |                    |                 |                                        |                                      |                |          |
| 6                                                                           | 21/07/1993 | Francfort          | Terre (ext.)    | Elizabeth Smylie Rennae Stubbs         | Karin Ptaszek Tine Scheuer-Larsen    | 6-0, 6-1       | Parcours |
|                                                                             |            |                    |                 |                                        |                                      |                |          |
| 1993 - 1/4 de finale (groupe mondial) - Finlande - Australie - 0 : 3        |            |                    |                 |                                        |                                      |                |          |
| 7                                                                           | 22/07/1993 | Francfort          | Terre (ext.)    | Elizabeth Smylie Rennae Stubbs         | Linda Jansson Katrina Saarinen       | 6-4, 6-0       | Parcours |
|                                                                             |            |                    |                 |                                        |                                      |                |          |
| 1993 - 1/2 finale (groupe mondial) - Argentine - Australie - 1 : 2          |            |                    |                 |                                        |                                      |                |          |
| 8                                                                           | 24/07/1993 | Francfort          | Terre (ext.)    | Elizabeth Smylie Rennae Stubbs         | Inés Gorrochategui Patricia Tarabini | 4-6, 6-2, 6-3  | Parcours |
|                                                                             |            |                    |                 |                                        |                                      |                |          |
| 1993 - Finale (groupe mondial) - Espagne - Australie - 3 : 0                |            |                    |                 |                                        |                                      |                |          |
| 9                                                                           | 19/07/1993 | Francfort          | Terre (ext.)    | Conchita Martínez Arantxa Sánchez      | Elizabeth Smylie Rennae Stubbs       | 3-6, 6-1, 6-3  | Parcours |
|                                                                             |            |                    |                 |                                        |                                      |                |          |
| 1994 - 1er tour (groupe mondial) - Lettonie - Australie - 1 : 2             |            |                    |                 |                                        |                                      |                |          |
| 10                                                                          | 19/07/1994 | Francfort          | Terre (ext.)    | Elizabeth Smylie Rennae Stubbs         | Agnese Blumberga Larisa Neiland      | 6-3, 6-3       | Parcours |
|                                                                             |            |                    |                 |                                        |                                      |                |          |
| 1994 - 2e tour (groupe mondial) - Autriche - Australie - 2 : 1              |            |                    |                 |                                        |                                      |                |          |
| 11                                                                          | 21/07/1994 | Francfort          | Terre (ext.)    | Elizabeth Smylie Rennae Stubbs         | Sylvia Plischke Barbara Schett       | 6-2, 6-3       | Parcours |
|                                                                             |            |                    |                 |                                        |                                      |                |          |
| 1995 - 1/4 de finale (groupe mondial II) - Australie - Slovaquie - 3 : 2    |            |                    |                 |                                        |                                      |                |          |
| 12                                                                          | 22/04/1995 | Perth              | Herbe (ext.)    | Nicole Bradtke Rennae Stubbs           | Karina Habšudová Radka Zrubáková     | 6-1, 6-0       | Parcours |
|                                                                             |            |                    |                 |                                        |                                      |                |          |
| 1995 - Barrage (groupe mondial I) - Argentine - Australie - 5 : 0           |            |                    |                 |                                        |                                      |                |          |
| 13                                                                          | 22/07/1995 | San Miguel         | Terre (ext.)    | Florencia Labat                        | Rennae Stubbs                        | 6-2, 6-4       | Parcours |
| 13                                                                          | 22/07/1995 | San Miguel         | Terre (ext.)    | Inés Gorrochategui Gabriela Sabatini   | Nicole Bradtke Rennae Stubbs         | 6-2, 6-3       | Parcours |
|                                                                             |            |                    |                 |                                        |                                      |                |          |
| 1996 - 1/4 de finale (groupe mondial II) - Pays-Bas - Australie - 4 : 1     |            |                    |                 |                                        |                                      |                |          |
| 14                                                                          | 27/04/1996 | Kampen             | Terre (ext.)    | Miriam Oremans                         | Rennae Stubbs                        | 6-4, 6-3       | Parcours |
| 14                                                                          | 27/04/1996 | Kampen             | Terre (ext.)    | Brenda Schultz                         | Rennae Stubbs                        | 6-4, 6-2       | Parcours |
| 14                                                                          | 27/04/1996 | Kampen             | Terre (ext.)    | Rachel McQuillan Rennae Stubbs         | Manon Bollegraf Brenda Schultz       | 6-3, 3-6, 7-64 | Parcours |
|                                                                             |            |                    |                 |                                        |                                      |                |          |
| 1998 - 1/4 de finale (groupe mondial II) - Australie - Russie - 2 : 3       |            |                    |                 |                                        |                                      |                |          |
| 15                                                                          | 18/04/1998 | Perth              | Herbe (ext.)    | Annabel Ellwood Rennae Stubbs          | Anastasia Myskina Tatiana Panova     | 6-2, 6-2       | Parcours |
|                                                                             |            |                    |                 |                                        |                                      |                |          |
| 1999 - 1/4 de finale (groupe mondial II) - Autriche - Australie - 3 : 2     |            |                    |                 |                                        |                                      |                |          |
| 16                                                                          | 17/04/1999 | Klagenfurt         | Terre (ext.)    | Barbara Schett Barbara Schwartz        | Alicia Molik Rennae Stubbs           | 6-3, 6-3       | Parcours |
|                                                                             |            |                    |                 |                                        |                                      |                |          |
| 2000 - Round robin (groupe mondial) - Australie - Belgique - 1 : 2          |            |                    |                 |                                        |                                      |                |          |
| 17                                                                          | 27/04/2000 | Moscou             | Moquette (int.) | Els Callens Laurence Courtois          | Alicia Molik Rennae Stubbs           | 1-6, 6-0, 10-8 | Parcours |
|                                                                             |            |                    |                 |                                        |                                      |                |          |
| 2000 - Round robin (groupe mondial) - Australie - France - 1 : 2            |            |                    |                 |                                        |                                      |                |          |
| 18                                                                          | 28/04/2000 | Moscou             | Moquette (int.) | Julie Halard Nathalie Tauziat          | Alicia Molik Rennae Stubbs           | 6-0, 7-63      | Parcours |
|                                                                             |            |                    |                 |                                        |                                      |                |          |
| 2000 - Round robin (groupe mondial) - Russie - Australie - 2 : 1            |            |                    |                 |                                        |                                      |                |          |
| 19                                                                          | 29/04/2000 | Moscou             | Moquette (int.) | Anna Kournikova Elena Likhovtseva      | Jelena Dokić Rennae Stubbs           | 6-3, 4-6, 6-1  | Parcours |
|                                                                             |            |                    |                 |                                        |                                      |                |          |
| 2002 - 1er tour (groupe mondial) - Belgique - Australie - 3 : 1             |            |                    |                 |                                        |                                      |                |          |
| 20                                                                          | 27/04/2002 | Bruxelles          | Terre (int.)    | Nicole Pratt Rennae Stubbs             | Els Callens Laurence Courtois        | 7-62, ab.      | Parcours |
|                                                                             |            |                    |                 |                                        |                                      |                |          |
| 2002 - Barrage (groupe mondial I) - Australie - Pays-Bas - 3 : 2            |            |                    |                 |                                        |                                      |                |          |
| 21                                                                          | 20/07/2002 | Wollongong         | Dur (int.)      | Alicia Molik Rennae Stubbs             | Kristie Boogert Miriam Oremans       | 7-61, 7-64     | Parcours |
|                                                                             |            |                    |                 |                                        |                                      |                |          |
| 2003 - 1er tour (groupe mondial) - Espagne - Australie - 3 : 2              |            |                    |                 |                                        |                                      |                |          |
| 22                                                                          | 26/04/2003 | Tarragone          | Terre (ext.)    | Alicia Molik Rennae Stubbs             | Anabel Medina Virginia Ruano         | 4-6, 6-2, 6-3  | Parcours |
|                                                                             |            |                    |                 |                                        |                                      |                |          |
| 2003 - Barrage (groupe mondial I) - Australie - Colombie - 3 : 2            |            |                    |                 |                                        |                                      |                |          |
| 23                                                                          | 19/07/2003 | Wollongong         | Dur (int.)      | Alicia Molik Rennae Stubbs             | Catalina Castaño Fabiola Zuluaga     | 7-65, 6-2      | Parcours |
|                                                                             |            |                    |                 |                                        |                                      |                |          |
| 2004 - 1er tour (groupe mondial) - Russie - Australie - 4 : 1               |            |                    |                 |                                        |                                      |                |          |
| 24                                                                          | 24/04/2004 | Moscou             | Moquette (int.) | Svetlana Kuznetsova Elena Likhovtseva  | Alicia Molik Rennae Stubbs           | 6-2, 3-6, 7-67 | Parcours |
|                                                                             |            |                    |                 |                                        |                                      |                |          |
| 2006 - Barrage (groupe mondial II) - Suisse - Australie - 0 : 5             |            |                    |                 |                                        |                                      |                |          |
| 25                                                                          | 15/07/2006 | Chavannes-de-Bogis | Dur (ext.)      | Alicia Molik Rennae Stubbs             | Timea Bacsinszky Stefania Boffa      | 6-1, 6-2       | Parcours |
|                                                                             |            |                    |                 |                                        |                                      |                |          |
| 2007 - 1er tour (groupe mondial II) - Autriche - Australie - 4 : 1          |            |                    |                 |                                        |                                      |                |          |
| 26                                                                          | 21/04/2007 | Dornbirn           | Terre (int.)    | Samantha Stosur Rennae Stubbs          | Melanie Klaffner Yvonne Meusburger   | 6-4, 6-3       | Parcours |
|                                                                             |            |                    |                 |                                        |                                      |                |          |
| 2007 - Barrage (groupe mondial II) - Australie - Ukraine - 1 : 4            |            |                    |                 |                                        |                                      |                |          |
| 27                                                                          | 14/07/2007 | Ashmore            | Dur (ext.)      | Yuliya Beygelzimer Kateryna Bondarenko | Alicia Molik Rennae Stubbs           | 2-6, 6-3, 6-3  | Parcours |
|                                                                             |            |                    |                 |                                        |                                      |                |          |
| 2009 - Barrage (groupe mondial II) - Australie - Suisse - 3 : 1             |            |                    |                 |                                        |                                      |                |          |
| 28                                                                          | 25/04/2009 | Mildura            | Herbe (ext.)    | Mateja Kraljevic Amra Sadiković        | Jelena Dokić Rennae Stubbs           | Non disputé    | Parcours |
|                                                                             |            |                    |                 |                                        |                                      |                |          |
| 2010 - 1er tour (groupe mondial II) - Australie - Espagne - 3 : 2           |            |                    |                 |                                        |                                      |                |          |
| 29                                                                          | 06/02/2010 | Adélaïde           | Dur (ext.)      | Samantha Stosur Rennae Stubbs          | Nuria Llagostera María José Martínez | 6-4, 6-2       | Parcours |
|                                                                             |            |                    |                 |                                        |                                      |                |          |
| 2010 - Barrage (groupe mondial I) - Ukraine - Australie - 0 : 5             |            |                    |                 |                                        |                                      |                |          |
| 30                                                                          | 24/04/2010 | Kharkiv            | Terre (int.)    | Anastasia Rodionova Rennae Stubbs      | Lyudmyla Kichenok Nadiia Kichenok    | 6-2, 6-72, 6-1 | Parcours |
|                                                                             |            |                    |                 |                                        |                                      |                |          |
| 2011 - 1/4 de finale (groupe mondial) - Australie - Italie - 1 : 4          |            |                    |                 |                                        |                                      |                |          |
| 31                                                                          | 05/02/2011 | Hobart             | Dur (ext.)      | Sara Errani Roberta Vinci              | Anastasia Rodionova Rennae Stubbs    | 2-6, 7-61, 6-4 | Parcours |

## Classements WTA en fin de saison

### En simple
| Année | 1988 | 1989 | 1990 | 1991 | 1992 | 1993 | 1994 | 1995 | 1996 | 1997 | 1998 | 1999 | 2000 |
| Rang  | 344  | 223  | 270  | 239  | 92   | 170  | 213  | 90   | 108  | 419  | 231  | 254  | 683  |

Source : (en) « Classements de Rennae Stubbs », sur le site officiel du WTA Tour

### En double
| Année | 1988 | 1989 | 1990 | 1991 | 1992 | 1993 | 1994 | 1995 | 1996 | 1997 | 1998 | 1999 | 2000 | 2001 | 2002 | 2003 | 2004 | 2005 | 2006 | 2007 | 2008 | 2009 | 2010 | 2011 |
| Rang  | 160  | 169  | 114  | 72   | 13   | 8    | 17   | 12   | 21   | 34   | 5    | 7    | 6    | 2    | 4    | 10   | 4    | 5    | 6    | 10   | 9    | 7    | 10   | 107  |

Source : (en) « Classements de Rennae Stubbs », sur le site officiel du WTA Tour